# Ella Wyllie
 (janvier 2025).
Si vous disposez d'ouvrages ou d'articles de référence ou si vous connaissez des sites web de qualité traitant du thème abordé ici, merci de compléter l'article en donnant les références utiles à sa vérifiabilité et en les liant à la section « Notes et références ».
Ella Wyllie, née le 1er septembre 2002 en Nouvelle-Zélande, est une cycliste professionnelle depuis 2022, d'abord au sein de l'équipe Parkhotel Valkenburg puis Lifeplus Wahoo depuis 2023.

## Palmarès sur route

### Par années
- 2019
  -  Championne d'Océanie sur route juniors
  -  Championne de Nouvelle-Zélande du contre-la-montre juniors
  - 10e du championnat du monde du contre-la-montre juniors
- 2020
  - 3e du championnat de Nouvelle-Zélande sur route juniors
- 2022
  -  Championne d'Océanie sur route espoirs
  - 2e du Watersley Ladies Challenge espoirs
  - 2e du championnat de Nouvelle-Zélande du contre-la-montre espoirs
  - 3e du Lake Taupo Cycle Challenge
  - 6e du championnat du monde du contre-la-montre espoirs
  - 10e du championnat du monde sur route espoirs
- 2023
  - 3e de la Classique féminine de Navarre
  - 3e du championnat de Nouvelle-Zélande du contre-la-montre espoirs
  - 8e du Women's Tour Down Under
  - 8e du championnat du monde du contre-la-montre espoirs
  - 10e du championnat du monde sur route espoirs
- 2024
  -  Championne de Nouvelle-Zélande sur route
  -  Championne de Nouvelle-Zélande du contre-la-montre espoirs[1]
  - 3e étape du Tour d'Andalousie
  - 3e du Tour d'Andalousie
  - 7e du Women's Tour Down Under
  - 9e du Tour de Burgos
  - 10e du Tour du Pays basque
- 2025
  - 2e du championnat de Nouvelle-Zélande du contre-la-montre
  - 8e du Tour de Romandie

### Résultats sur les grands tours

#### Tour de France
2 participations
- 2023 : 16e
- 2025 : 12e

#### Tour d'Italie
1 participation
- 2024 : 40e

### Classements mondiaux
| Année                                 | 2022 | 2023 | 2024 |
| ------------------------------------- | ---- | ---- | ---- |
| Classement UCI                        | 149e | 91e  | 78e  |
| UCI World Tour                        | nc   | 84e  | 67e  |
|                                       |      |      |      |
| Légende : nc = non classéSource : UCI |      |      |      |

## Palmarès sur piste

### Championnats d'Océanie
| Édition / Épreuve | Poursuite par équipes | Scratch |
| Brisbane 2022     | Or                    | Bronze  |

### Championnats de Nouvelle-Zélande
- 2022
  - 2e de la course aux points
  - 3e du scratch
  - 3e de la course par élimination